# Jessica Dovanne
Pas d'image ? Cliquez ici

a Compétitions nationales et continentales officielles uniquement.

b Matchs officiels uniquement.
Dernière mise à jour le 18 août 2014.
Jessica Christine Dovanne, née le 3 février 1986, est une joueuse canadienne de rugby à XV, occupant le poste d'ailière en équipe du Canada de rugby à XV féminin et en équipe nationale de rugby à sept.
Elle a un frère jumeau. Dovanne pratique d'abord la gymnastique. À la suite d'un défi d'une amie (« tu ne peux pas faire cela »), elle débute au rugby. Elle joue d'abord à l'école de Haney Secondary. Elle poursuit ensuite avec l'Université de Victoria Vikes et les Velox Valkyries (Velox RFC). Elle est diplômée de l'Université de Victoria.
Elle joue sa première sélection en équipe du Canada de rugby à XV féminin en 2011 contre l'Afrique du Sud lors de la Coupe des Nations. Elle dispute également des rencontres avec l'équipe nationale de rugby à sept notamment en 2013, lors du tournoi de Hong Kong où l'équipe est invaincue.
Elle dispute la Coupe des Nations, en août 2013, au Colorado, avec l'équipe du Canada de rugby à XV; elle fait partie des équipes qui gagnent à deux reprises l'Angleterre.
En tant que joueuse nationale de rugby à sept, elle bénéficie des fonds olympiques, elle intègre le programme du Centre d'Excellence de Langford, géré par la fédération nationale (Rugby Canada).
Elle est retenue pour disputer la Coupe du monde féminine de rugby à XV 2014 après une tournée dans l'hémisphère Sud (victoire 22-0 face aux Australiennes, deux revers face à la Nouvelle-Zélande 16-8 et 33-21).
Elle dispute les trois matchs de poule, l'un comme titulaire du poste d'ailier, deux autres comme remplaçante entrée en jeu. Le Canada se qualifie pour les demi-finales après deux victoires et un match nul concédé contre l'Angleterre 13-13. Les Canadiennes remportent 18-16 le match contre les Françaises en demi-finale. Le Canada se qualifie pour la finale. C'est la première fois que le Canada parvient à ce stade de la compétition et c'est seulement la quatrième nation à réaliser cette performance. Le Canada s'incline 21-9.

## Palmarès
(au 17.08.2014)
- sélections en Équipe du Canada de rugby à XV féminin
- finaliste de la Coupe du monde féminine de rugby à XV 2014